# أرض التفاح الفضي
أرض التفاح الفضي هي رواية خيالية للأطفال من تأليف نانسي فارمر نشرتها دار أثينيوم في عام 2007. إنه تكملة لبحر المتصيدون وهي الثانية في السلسة الثلاثية (اعتبارًا من 2013) تُعرف باسم سلسلة بحر المتصيدون أو الملحمة الساكسونية. يُشير العنوان إلى "تفاحات القمر الفضية" المرتبطة بأرض الجن في قصيدة دبليو بي ييتس "أغنية التجوال أنجوس". حصلت الرواية على جائزة الإمبراطور نورتون (2007).

## ملخص الحبكة
يأخذ جاك ورفاقه لوسي إلى ضريح حيث قد يمكن طرد الشياطين التي يعتقد أنها تسكن جسدها، لكن الأمور تسوء بشدة. تُخطف لوسي من قبل سيدة البحيرة ويجب على جاك أن يتبعها تحت الأرض إلى أراضي العفاريت والجان. يلتقي بثورجيل مرة أخرى، ويجب أن يواجه معها وصديقته الجديدة بيجا اختبارات تتجاوز أي شيء يمكن تخيله. يجب أن يتعلموا أن يروا من خلال سحر الجان (وهم الملائكة الساقطة) وأن يواجهوا القوى الأكثر قتامة في العالم السفلي.

## الاستقبال
أشادت ديبورا إل طومسون وسوزان لير بالرواية باعتبارها تكملة "مذهلة"  لبحر المتصيدون  وتنبأوا بأنه "ستجد جمهورًا مخصصًا على الرغم من طولها". وجد ماريك أوزيفيتش أن الملحمة السكسونية "تمثل أحد أبرز الأمثلة الحديثة للحوار الرائع بين الماضي والحاضر. أثناء رؤية عالم القرن 8 من خلال عيون جاك، يمكن للقراء الشباب أن يصبحوا على دراية بالخيارات التي يجب اتخاذها في القصة وربط هذه المعرفة بحياتهم الخاصة واستكشاف أنظمة معتقداتهم الخاصة بحوافهم الخارجية.

## الروابط الخارجية
- [http://www.isfdb.org/cgi-bin/ea.cgi?2951 Nancy Farmer

```
] على 
قاعدة بيانات الخيال التأملي على الإنترنت
```